# Gabriel Arias
Gabriel Arias Arroyo (ur. 13 września 1987 w Neuquén) – chilijski piłkarz pochodzenia argentyńskiego występujący na pozycji bramkarza, reprezentant Chile, od 2018 roku zawodnik argentyńskiego Racing Clubu.
Posiada chilijskie obywatelstwo za sprawą pochodzących z tego kraju dziadków ze strony matki.